# Cowra Airport
Cowra Airport är en flygplats i Australien. Den ligger i kommunen Cowra och delstaten New South Wales, i den sydöstra delen av landet, omkring 240 kilometer väster om delstatshuvudstaden Sydney. Cowra Airport ligger 295 meter över havet.
Runt Cowra Airport är det mycket glesbefolkat, med 4 invånare per kvadratkilometer.. Närmaste större samhälle är Cowra, nära Cowra Airport.
Trakten runt Cowra Airport består till största delen av jordbruksmark. Genomsnittlig årsnederbörd är 792 millimeter. Den regnigaste månaden är februari, med i genomsnitt 156 mm nederbörd, och den torraste är oktober, med 32 mm nederbörd.